# Galaurus
Galaurus was een Illyrische koning. Hij regeerde medio 7e eeuw v.Chr.. Galaurus viel Macedonië binnen tussen 678 en 640 v.Chr., tijdens de heerschappij van Argaeus I. Deze invasie was echter niet succesvol en leidde tot een Illyrische nederlaag.